# X Portfolio
El X Portfolio es una obra de arte creada en 1978 por el artista y fotógrafo Robert Mapplethorpe. La obra es considerada una de las más polémicas del artista debido a los códigos empleados y la explicitud en las secuencias fotográficas. En todas ellas se realiza un acercamiento a temáticas en torno a prácticas sexuales explícitas enmarcadas en la homosexualidad o el sadomasoquismo.

## Descripción
Tres secuencias fotográficas diferentes formaron la idea de Portfolio. El primero fue el X Portfolio creado en 1978, donde el sexo homosexual explícito y el sadomasoquismo fueron protagonistas. El segundo fue el Y Portfolio protagonizado por imaginería floral y naturalezas muertas diversas. El último fue el Z Portfolio, protagonizado por fotografías eróticas masculinas a modelos de raza negra.
La primera polémica y gran visibilidad derivada del X Portfolio de Robert Mapplethorpe fue en 1990 en el marco de la muestra expositiva retrospectiva El Momento Perfecto dedicada a Mapplethorpe en Nueva York, Estados Unidos, donde por primera vez fueron incluidas las imágenes de sexualidad explícita. En algunas de ellas el propio Mapplethorpe era penetrado por objetos sadomasoquistas como consoladores, guantes o látigos, tanto oral como analmente.
La obra fue expuesta además en el marco de Tensiones Implícitas en el Museo Guggenheim y fue duramente criticada por sucia y obscena y atacada y denunciada por entidades conservadoras y religiosas como la American Family Association. A raíz de la controversia, la obra de Robert Mapplethorpe empezó a entenderse como una guerra intercultural. Hasta tal punto, que directores, comisarios y responsables de llevar la obra y exponerla en diferentes museos y centros de arte de Estados Unidos fueron acusados de pedofilia, pornografía infantil y obscenidad. Todos ellos fueron absueltos y estos sucesos dieron a la obra fama e irreverencia internacional.
Parte de los originales de la obra, pertenecen en la actualidad a la Colección de Arte Censored de Tatxo Benet.